# Správní obvod obce s rozšířenou působností Lysá nad Labem
Správní obvod obce s rozšířenou působností Lysá nad Labem je od 1. ledna 2003 jedním ze tří správních obvodů rozšířené působnosti obcí v okrese Nymburk ve Středočeském kraji. Čítá 12 obcí. Nachází se v severovýchodní části Středočeského kraje a rozlohou patří k nejmenším správním obvodům obcí s rozšířenou působností v kraji.
Město Lysá nad Labem je zároveň obcí s pověřeným obecním úřadem, přičemž oba správní obvody jsou územně totožné.

## Seznam obcí
Poznámka: Města jsou vyznačena tučně, městyse kurzívou.
- Bříství
- Jiřice
- Kounice
- Lysá nad Labem
- Milovice
- Ostrá
- Přerov nad Labem
- Semice
- Stará Lysá
- Starý Vestec
- Stratov
- Vykáň

## Obyvatelstvo
| Rok  | Obyv.  | ± %     |
| ---- | ------ | ------- |
| 1869 | 11 708 | —       |
| 1880 | 13 124 | +12,1 % |
| 1890 | 13 493 | +2,8 %  |
| 1900 | 13 596 | +0,8 %  |
| 1910 | 14 338 | +5,5 %  |

| Rok  | Obyv.  | ± %     |
| ---- | ------ | ------- |
| 1921 | 16 120 | +12,4 % |
| 1930 | 19 896 | +23,4 % |
| 1950 | 19 737 | −0,8 %  |
| 1961 | 18 670 | −5,4 %  |
| 1970 | 18 047 | −3,3 %  |

| Rok  | Obyv.  | ± %     |
| ---- | ------ | ------- |
| 1980 | 15 802 | −12,4 % |
| 1991 | 14 593 | −7,7 %  |
| 2001 | 17 445 | +19,5 % |
| 2011 | 25 555 | +46,5 % |
| 2021 | 30 768 | +20,4 % |